# Бурла (река)
Бурла́ (около устья также — Борлы) — река в Алтайском крае и Новосибирской области (20 км) России, низовья в Павлодарской области Казахстана.

## Этимология
Название восходит к тюркскому слову борлу со значением «меловой».

## Описание
Длина реки — 489 км, площадь водосборного бассейна — 12 800 км².
Берёт начало в 8 км к северо-востоку от села Долганки Крутихинского района. В верховьях течёт по Алеусскому (Бурлинскому) ленточному бору сквозь озёра Лаврушино, Киприно, Васенькино, Прыганское, Верхнее, Нижнее, Третье, Ванино, Старинское.
Далее протекает по Кулундинской степи по заболоченной пойме. Течёт сквозь озёра Топольное, Травное, Кабанье, Хомутиное, Песчаное, Хорошее, Хорошонок, Травное, Кривое.
В маловодные годы заканчивается в озере Большое Топольное, расположенном на российской территории. В многоводные годы дотекает до бессточного озера Большой Ажбулат, находящегося на территории Казахстана.
Основные притоки: Паньшиха (левый, длина 22 км), Курья (Аксениха, левый, длина 55 км), Чуман (правый, 70 км). Все притоки, за исключением Паньшихи, летом пересыхают.
Среднегодовой расход воды выше впадения в озеро Большое Топольное — около 3 м³/с. На реке и озёрах — рыболовство и рыборазведение.

## Притоки
(указано расстояние от устья)
- 168 км: Чуман
- 368 км: Курья
- 369 км: река без названия
- 392 км: Мохнатый Лог
- 406 км: Курья (Аксениха)
- 408 км: Мокрый Лог
- 419 км: река без названия
- 442 км: Паньшиха (Солоновка)

## Населённые пункты
На берегах Бурлы и озёр, сквозь которые протекает река, расположены следующие населённые пункты Алтайского края и Новосибирской области (от истока к устью):
Долганка, Маловолчанка, Прыганка, Высокая Грива, Подойниково, Панкрушиха (райцентр), Береговое, Хабары (райцентр), Алексеевка, Утянка, Новоильинка, Пионер Труда, Топольное, Устьянка, Рожковка, Старопесчаное, Новоалексеевка, Новопесчаное, Хорошее, Бурла (райцентр), Притыка, Михайловка, Петровка.

## Данные водного реестра
По данным государственного водного реестра России относится к Верхнеобскому бассейновому округу, речной бассейн реки — Бессточная область междуречья Оби и Иртыша, водохозяйственный участок реки — бассейн Большого Топольного озера и реки Бурла.